# Пайкин, Борис Романович
Борис Рома́нович Па́йкин (род. 26 марта 1965, Ленинград) — российский политический деятель. Председатель комитета по физической культуре, спорту, туризму и делам молодёжи (21 июля 2020 — 12 октября 2021).
Из-за поддержки российской агрессии во время российско-украинской войны находится под персональными международными санкциями.

## Биография
Родился 26 марта 1965 года в Ленинграде. В 1987 году окончил Ленинградский технологический институт холодильной промышленности.
С 1996 по 1997 занимал должность главы администрации Петроградского района.
В 1997 году стал первым заместителем начальника налоговой инспекции Центрального района Санкт-Петербурга.
С 1997 по 2003 год занимал должность заместителя начальника управления Государственного Учреждения «Севзапруправавтодор».
В январе 2003 года возглавил Северо-Западную Дирекцию Госстроя России. 11 ноября 2003 года был назначен генеральным директором Федерального казенного предприятия «Северо-Западная дирекция Госстроя России — дирекция комплекса защитных сооружений г. Санкт-Петербурга от наводнений».
С 2007 по 2013 год возглавлял ООО «Газпром социнвест».
С 2013 по 2017 год выступал партнёром компании Fort Group.
С 2016 по 2019 год являлся президентом Федерации футбола Ленинградской области.
С 10 сентября 2017 года депутат Государственной Думы Российской Федерации от Брянского одномандатного избирательного округа № 77 (был избран в результате дополнительных выборов на место В. А. Жутенкова). Занимает должность Первого заместителя председателя Комитета ГД по экономической политике, промышленности, инновационному развитию и предпринимательству. 21 июля 2020 года назначен на должность главы комитета по физической культуре, спорту, туризму и делам молодежи.
Кандидат экономических наук.

## Международные санкции
Из-за поддержки российской агрессии и нарушения территориальной целостности Украины во время российско-украинской войны находится под персональными международными санкциями разных стран.
23 февраля 2022 года внесён в санкционные списки стран Евросоюза за действия и политику, которые подрывают территориальную целостность, суверенитет и независимость Украины и ещё больше дестабилизируют Украину.
24 февраля 2022 года включён в санкционный список Канады «близких соратников режима» за голосование о признании независимости «так называемых республик в Донецке и Луганске».
24 марта 2022 года, на фоне вторжения России на Украину, включен в санкционный список США за «соучастие в войне Путина» и «поддержку усилий Кремля по вторжению в Украину», Госдеп США заявил что депутаты Госдумы используют свои полномочия для преследования инакомыслящих и политических оппонентов, нарушают свободу информации, ограничивают права человека и основные свободы граждан России.
По аналогичным основаниям, с 11 марта 2022 года находится под санкциями Великобритании. С 25 февраля 2022 года находится под санкциями Швейцарии. С 26 февраля 2022 года находится под санкциями Австралии. С 12 апреля 2022 года находится под санкциями Японии. Указом президента Украины Владимира Зеленского от 7 сентября 2022 находится под санкциями Украины. С 3 мая 2022 года находится под санкциями Новой Зеландии.

## Награды
- Медаль «В память 300-летия Санкт-Петербурга»
- Орден святого благоверного князя Даниила Московского II степени[21]
- Почетный строитель Российской Федерации
- Благодарность от заместителя Председателя Правительства Российской Федерации, ответственного за проведение зимней Олимпиады 2014 в Сочи Д. Н. Козака